# Сан-Педру-ду-Иваи
Сан-Педру-ду-Иваи (порт. São Pedro do Ivaí) — муниципалитет в Бразилии, входит в штат Парана. Составная часть мезорегиона Северо-центральная часть штата Парана. Входит в экономико-статистический микрорегион Ивайпоран. Население составляет 9576 человек на 2006 год. Занимает площадь 322,692 км². Плотность населения — 29,7 чел./км².

## Статистика
- Валовой внутренний продукт на 2003 год составляет 95 426 851,00 реалов (данные: Бразильский институт географии и статистики)[1].
- Валовой внутренний продукт на душу населения на 2003 год составляет 10 014,36 реалов (данные: Бразильский институт географии и статистики)[2].
- Индекс развития человеческого потенциала на 2000 год составляет 0,745 (данные: Программа развития ООН)[3].